# Kémiai elem
A kémiai elemek olyan egyszerű anyagok, melyeket azonos atomok építenek fel, kémiailag tovább már nem bonthatók (kémiai úton nem bonthatók tovább többféle, kémiailag tiszta anyagra).
Atommagjukban azonos számú protont tartalmaznak, tehát azonos rendszámú atomfajtákból felépülő tiszta kémiai anyagok.
Példák elemekre: szén, arany, oxigén.
Jelenleg 118 különböző kémiai elemet ismerünk, közülük a Földön 94 található meg a természetben; ezeket természetes kémiai elemeknek hívjuk. A többit mesterséges úton állították elő; ezek a mesterséges kémiai elemek.
Az elemek száma, a hipotetikus radioaktív elemekkel együtt, jelentősen nagyobb lehet, bár az atommag és a külső elektronhéjak stabilitása ennek felső határt szabhat.
A kémiai elemek a periódusos rendszerben vannak rendszerezve.
Rendszám: A kémiai elemek rendszáma megmutatja az elem helyét a periódusos rendszerben, és egyenlő az adott elem atomjaiban levő protonok számával. Így egyértelműen meghatározza a kémiai elem minőségét. A rendszám a vegyjel fölött található.
Vegyjel: A modern kémiai jelrendszer, melyet Jöns Jakob Berzelius svéd vegyész fejlesztett ki. A vegyjel általában egy vagy két betűből áll, de az újonnan felfedezett elemeket 3 betűs ideiglenes vegyjellel jelölik, amit később neveznek el a IUPAC döntése alapján állandó néven. Egy betűből álló vegyjel például a K (kálium), N (nitrogén), O (oxigén) stb., két betűből áll például a Ca (kalcium), Mn (mangán), Tc (technécium), három betűből például az Uue (ununennium), vagy az Ubn (unbinilium). A vegyjelet mindig nagybetűvel kezdjük, de a következő karakterek, ha vannak, mindig kisbetűk. Noha az elemek nevei nyelvenként eltérhetnek, a vegyjelek nemzetközileg ismertek és azonosak, a IUPAC szabályai szerint.
Az azonos protonszámú, de különböző neutronszámú atomok az izotópok. A protonszám és a neutronszám összege adja az izotóp tömegszámát. A legtöbb kémiai elem izotópok elegye, ezeket keverékelemeknek nevezzük.
A hidrogénnek például három izotópja van: a könnyűhidrogén (prócium): 1H, a nehézhidrogén (deutérium): 2H és a radioaktív, szupernehéz hidrogén (trícium): 3H.
Húsz olyan természetes kémiai elem létezik, amely csak egyetlen izotópból áll. Ezek az ún. tiszta elemek. Ide tartoznak: Be, F, Na, Al, P, Sc, Mn, Co, As, Y, Nb, Rh, I, Cs, Pr, Tb, Ho, Tm, Au, Bi. Érdekes, hogy ezek páratlan rendszámúak és tömegszámúak; kivétel a Be.
A kémiai elemek fontos jellemzői a vegyérték, elektronegativitás, elektronkonfiguráció, elektronaffinitás, ionizációs energia, atomtömeg stb.
Kémiai jellemük alapján a kémiai elemek feloszthatók nemfémekre (17), félfémekre (8) és fémekre. A kémiai elemek atomjai a csillagokban keletkeznek (magfúzió), és egyik elem sem alakítható át kémiai úton egy másik elemmé. Így például nem készíthetünk aranyat valamelyik másik elemből (pl. fémből), ahogyan azt az alkímia művelői gondolták. A vegyületek többféle kémiai elem ionjaiból, atomjaiból épülnek fel. Például a konyhasó: NaCl, víz: H2O, mészkő: CaCO3, metán: CH4 . 

## Az elemek szisztematikus elnevezése
| szám                             | név   | jel |
| -------------------------------- | ----- | --- |
| 0                                | nil   | n   |
| 1                                | un    | u   |
| 2                                | bi    | b   |
| 3                                | tri   | t   |
| 4                                | kvad  | q*  |
| 5                                | pent  | p   |
| 6                                | hex   | h   |
| 7                                | szept | s   |
| 8                                | okt   | o   |
| 9                                | enn   | e   |
| *A q jel a latin quad rövidítése |       |     |

Bár a rendszám segítségével tetszőleges elemet jelölhetünk (például 120-as rendszámú elem), az újonnan felfedezett vagy még fel nem fedezett kémiai elemekre történő hivatkozások megkönnyítésére a IUPAC kidolgozta az elemek szisztematikus elnevezési rendszerét. A nevet közvetlenül az elem rendszámából származtatjuk, a táblázatban szereplő számnévi gyököket használva (zárójelben a szám vegyjelben használt betűjele található). A számnévi gyökök egy része görög, más része latin eredetű, hogy ne legyenek köztük olyanok, amelyek egyforma betűvel kezdődnek. Az elem nevét úgy kapjuk, hogy a rendszám számjegyeinek sorrendjében összeolvassuk a szógyököket, és -ium végződést teszünk hozzá. Az egyszerűsítés és a jobb hangzás érdekében két kiegészítő szabály van:
- ha az -ium előtt i betű van, akkor azt elhagyjuk (-bium és -trium, nem *-biium és *-triium)
- ha enn után nil következik, akkor az egyik n betű kiesik (-ennil- és nem *-ennnil-)

A vegyjel a nevet alkotó szógyökök jeléből áll, melyeket a gyökök sorrendjében állítunk össze. A vegyjel első betűje nagybetű.
Példák:
| 119-es elem: 123-as elem: 137-es elem: | un + un + enn + ium = un + bi + tr + ium = un + tri + szept + ium = | ununennium (Uue) unbitrium (Ubt) untriszeptium (Uts) |

Megjegyzés: A fenti példák feltételezett elemek; 2023-as állapot szerint a legmagasabb rendszámú felfedezett elem a 118-as.
A szisztematikus nevet csak addig lehet használni, amíg a IUPAC el nem fogadja a kémiai elem végleges nevét.